# Emathia
Emathia is een geslacht van halfvleugeligen uit de familie van de Cicadidae (Zangcicaden). Het geslacht werd voor het eerst wetenschappelijk beschreven door Stål in 1866.

## Soorten
Het genus bevat de volgende soorten:

- Emathia aegrota Stål, 1866
- Emathia takensis (Boulard, 2006)